# انفجار صهريج وقود فريتاون
في 5 نوفمبر 2021 ، أدى تصادم بين ناقلة وقود بنزين وشاحنة في فريتاون ، سيراليون ، إلى نشوب حريق وانفجار أسفر عن مقتل ما لا يقل عن 99 شخصًا ، وإصابة أكثر من 100 شخص.